# Puerulus carinatus
Puerulus carinatus är en kräftdjursart som beskrevs av Barradaile 1910. Puerulus carinatus ingår i släktet Puerulus och familjen Palinuridae. IUCN kategoriserar arten globalt som otillräckligt studerad. Inga underarter finns listade i Catalogue of Life.